# Ђакелин Рентерија
Ђакелин Рентерија (шп. Jackeline Rentería Castillo; Кали, 23. фебруар 1986) је колумбијска рвачица. На Олимпијским играма освојила је две медаље у рвању, бронзе 2008. и 2012. Први је освајач олимпијске медање за Колумбију у рвању. На Панамеричким играма освојила је златну медаљу 2007, а на Играма Јужне Америке три злата: 2006, 2010. и 2014.